# Ungarische Akademie der Bildenden Künste
Die Ungarische Akademie der Bildenden Künste (ungarisch: Magyar Képzőművészeti Egyetem, kurz MKE) wurde 1871 gegründet und ist die bedeutendste Kunsthochschule in Ungarn. Rektor der Universität ist Judit Csanádi.

## Geschichte
Bis die Mitte des 19. Jahrhunderts lernten ungarische Künstler an westeuropäischen Kunstakademien. 1861 wurde die nationale Gesellschaft für ungarische Künste (Országos Magyar Képzőművészeti Társulat) gegründet, um den Aufbau einer eigenen Kunsthochschule zu fördern. Mit deren Unterstützung wurde die Königlich-Ungarische Hochschule für Gestaltung und Zeichenlehrerbildung (Magyar Királyi Mintarajztanoda És Rajztanárképezde) – auch bekannt als Königlich-Ungarische Kunstgewerbeschule – am 6. Mai 1871 gegründet. Das heutige Gebäude der Universität stammt aus dem Jahr 1877, erbaut nach Plänen der Architekten Lajos Rauscher und Adolf Láng.
In den darauffolgenden Jahrzehnten entwickelte sich die Hochschule zum Zentrum der Kunstschaffenden in Ungarn; nicht nur für Maler und Bildhauer, aber auch Kunsthandwerker, Bühnenbildner und Architekten: unter anderem Vera Molnar, Károly Ferenczy, János Vaszary, Viktor Olgyai, Róbert Berény, János Kmetty, Aurél Bernáth, Géza Fónyi, Jenő Barcsay, Gyula Hincz, Károly Koffán und Béni Ferenczy.

## Rektoren
| - 1871–1902: Gusztáv Keleti (Maler) - 1902–1905: Bertalan Székely (Maler) - 1905–1920: Pál Szinyei Merse (Maler) - 1921–1923: Károly Lyka (Kunsthistoriker) - 1923–1925: István Csók (Maler) - 1925–1927: Oszkár Glatz (Maler) - 1927–1931: István Réti (Maler) - 1931–1932: Károly Andreetti (Architekt) - 1932–1935: István Réti (Maler) - 1935–1937: Ágost Benkhard (Maler) - 1937–1939: Antal Meyer (Kunsthandwerker) - 1939–1940: Gyula Rudnay (Maler) - 1940–1941: Ferenc Sidló (Bildhauer) - 1941–1943: Dezső Pilch (Maler) | - 1943–1945: Jenő Bory (Architekt, Bildhauer) - 1945–1947: László Kandó (Maler) - 1947–1949: Pál Pátzay (Bildhauer) - 1949–1956: Sándor Bortnyik (Maler, Zeichner) - 1956–1973: Endre Domanovszky (Maler) - 1973–1985: József Somogyi (Bildhauer) - 1985–1989: István Kiss (Bildhauer) - 1990–1995: Lajos Sváby (Maler) - 1995–2002: Árpád Szabados (Maler) - 2002–2005: Ádám Farkas (Bildhauer) - 2005–2013: Frigyes Kőnig (Maler) - 2013–2016: Tibor Somorjai-Kiss (Grafik) - seit 2016: Judit Csanádi (Bühnenbildnerin) |

## Standorte und Einrichtungen
Die Ungarische Universität der Bildenden Künste hat ihren Sitz im Budapester Stadtteil Pest mit einer Reihe von Standorten und Einrichtungen:
- das Hauptgebäude aus dem Jahre 1876 liegt in der Andrássy út 69–71 und beherbergt unter anderem den Barcsay-Saal sowie eine Akademiebibliothek mit über 60.000 Bänden;
- die 1882 eingerichteten Künstlerstudios des Epreskert, des sogenannten Erdbeergartens,
- das Feszty-Haus sowie
- die Künstlerkolonie Tihany am Nordufer des Plattensees.

Innerhalb dieser Räumlichkeiten bietet die Ungarische Akademie der Bildenden Künste vielfältige (auch internationale) Studiengänge an 12 Abteilungen (unter anderem: Intermedia und Visuelle Erziehung).

## Partnerinstitutionen
Die MEK unterhält Erasmus-Partnerschaften mit folgenden Hochschulen (Auswahl):
- Deutschland
  - Kunsthochschule Berlin-Weißensee
  - Hochschule für Bildende Künste Dresden
  - Akademie der Bildenden Künste München
  - Akademie der Bildenden Künste Nürnberg
  - Staatliche Akademie der Bildenden Künste Stuttgart
  - Hochschule für Grafik und Buchkunst Leipzig
- Österreich
  - Universität für angewandte Kunst Wien
  - Akademie der bildenden Künste Wien
- Rumänien
  - Universität für Kunst und Design Cluj-Napoca
- Tschechien
  - Akademie der Bildenden Künste Prag
- Vereinigtes Königreich
  - Chelsea College of Art and Design der Universität der Künste London
  - Edinburgh College of Art
  - Glasgow School of Art